# Парламентская ассамблея Евронест
Парламентская ассамблея Евронест (англ. Euronest Parliamentary Assembly) — парламентская организация Восточного партнерства между Европейским Союзом и его восточноевропейскими партнёрами.
Учредительный акт Парламентской Ассамблеи Евронест подписан в Брюсселе 3 мая 2011 года.
3 апреля 2012 года Парламентская ассамблея организации ЕВРОНЕСТ приняла резолюцию, в которой призвала украинскую власть немедленно внести изменения в ст. 365 Уголовного кодекса Украины, по которой была осуждена Юлия Тимошенко, а также немедленно обеспечить надлежащее лечение Юлии Тимошенко и Юрия Луценко. Парламентская ассамблея также призвала власти Украины обеспечить справедливый, прозрачный и беспристрастный процесс рассмотрения апелляции Юлии Тимошенко и других членов её правительства.